# Kapellen-Mitte
Kapellen-Mitte ist die amtliche Bezeichnung für den Wohnplatz, der das Zentrum vom Stadtteil Kapellen in der Stadt Moers bildet. Bei der Kommunalreform vom 1. Januar 1975 wurde die Gemeinde Kapellen in die Stadt Moers im Kreis Wesel in Nordrhein-Westfalen eingemeindet und es wurden drei neue Stadtteile gebildet. Der südlichste dieser drei Stadtteile ist Kapellen. Die drei Stadtteile sind in insgesamt 22 Wohnplätze unterteilt und „Kapellen-Mitte“ ist einer von diesen. Das Gebiet und die derzeitigen Grenzen des Wohnplatzes Kapellen-Mitte ist weitgehend identisch mit der „historischen“ Gemeinde Kapellen ohne die vom Bürgermeisteramt in der Sammtgemeinde mit verwalteten Weiler und Bauerschaften, die bis zum 31. Dezember 1974 bestand.

## Lage

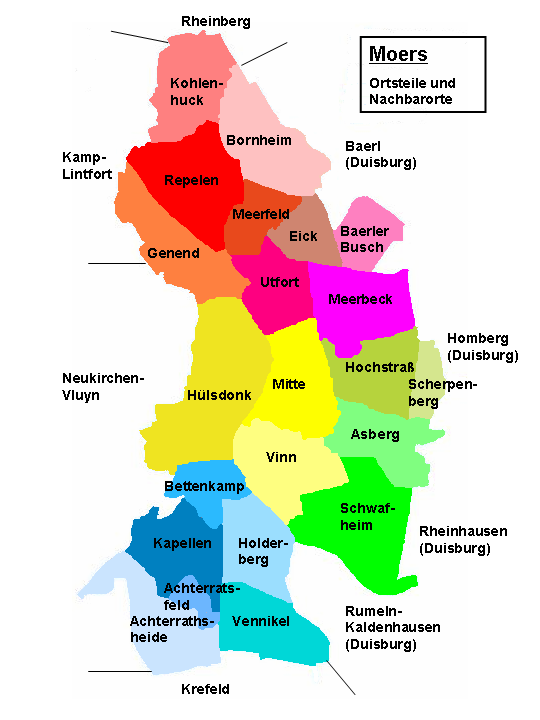
Wohnplätze von Moers:

Der Wohnplatz Kapellen-Mitte ist bis auf dem Westen, der an das Gebiet der Stadt Neukirchen-Vluyn grenzt, von anderen Wohnplätzen des Stadtteiles Kapellen umgeben. Dies sind im Norden der Wohnplatz Bettenkamp, im Osten der Wohnplatz Holderberg, im Südosten der Wohnplatz Vennikel, im Süden der Wohnplatz Achterathsfeld und im Südwesten der  Wohnplatz Achterathsheide.

## Geschichte
siehe Geschichte von Kapellen
Da Kapellen-Mitte mit der historischen Gemeinde Kapellen weitgehend identisch ist, gelten die dortigen Ausführungen zur Geschichte auch für den Wohnplatz.

## Sehenswürdigkeiten
Die Liste der Baudenkmäler in Moers enthält fünf Baudenkmäler für den Bereich Kapellen: die evangelische Kirche, ein Pastorat, ein Ehrenmal, eine alte Hofanlage und eine Villa mit ihrem Gelände.

## Nachweise
1. ↑  Stadtteile und Wohnplätze | Stadt Moers. Abgerufen am 23. Juni 2024.
2. ↑  Stadt Moers – Stadtteile und Wohnplätze. Archiviert vom Original (nicht mehr online verfügbar) am 20. Juni 2016; abgerufen am 15. August 2015.